# 1S32
Das 1S32 (russisch 1С32, NATO-Codename: „Pat Hand“) ist eine sowjetische mobile Radaranlage und Raketenleitstation, die seit den 1960er-Jahren in zahlreichen Streitkräften mit dem Flugabwehrraketen-Komplex 2K11 Krug eingesetzt wird. Als Raketenleitstation ist die 1S32 zum Auffassen und Orten von gegnerischen Luftzielen innerhalb des Flugabwehrsystems 2K11 konzipiert worden. Außerdem stellen das Übertragen der Bewegungsdaten des Zieles an die Startrampe, das Bestimmen des richtigen Startmoments der Flugabwehrrakete sowie die Ziellenkung das zentrale Aufgabenspektrum des Geräts dar.

## Geschichte
Die Entwicklungsarbeiten an der 1S32 wurden in den 1950er/1960er-Jahren am Elektromechanischen Forschungsinstitut (Научно-исследовательский электромеханический институт, kurz НИЭМИ bzw. НИИ-20), durchgeführt. Als Basis für den ersten Prototyp diente das Fahrgestell einer projektierten Panzerhaubitze. Anstelle des Geschützturms wurde ein drehbarer Schwenkarm mit der Antennenanlage installiert, unter der sich der Arbeitsort der Bedienmannschaft befand. Das Ortungs- und Zielverfolgungstechnik wurde unter der Leitung von A. G. Gladilin und A. W. Luschnikowoi entworfen.
Die 1S32 unterschied sich signifikant von den bisher dort entwickelten Geräten, nicht nur von der Konzeption her auf Basis eines gepanzerten Kettenfahrzeug, sondern auch vom Ziellenkung her, da erstmals ein Monopulsverfahren zur Anwendung kam. Das Radar wurde wohl bereits 1965 den Streitkräften zugeführt und fortwährend modernisiert. Die letzte Variante wurde 1974 in Dienst gestellt und insgesamt sollen etwa 300 Exemplare gebaut worden sein. Mittlerweile gilt das Gerät als veraltet und wurde zumeist ausgemustert, verschrottet oder Museen zur Verfügung gestellt.

## Technik

### Fahrzeug

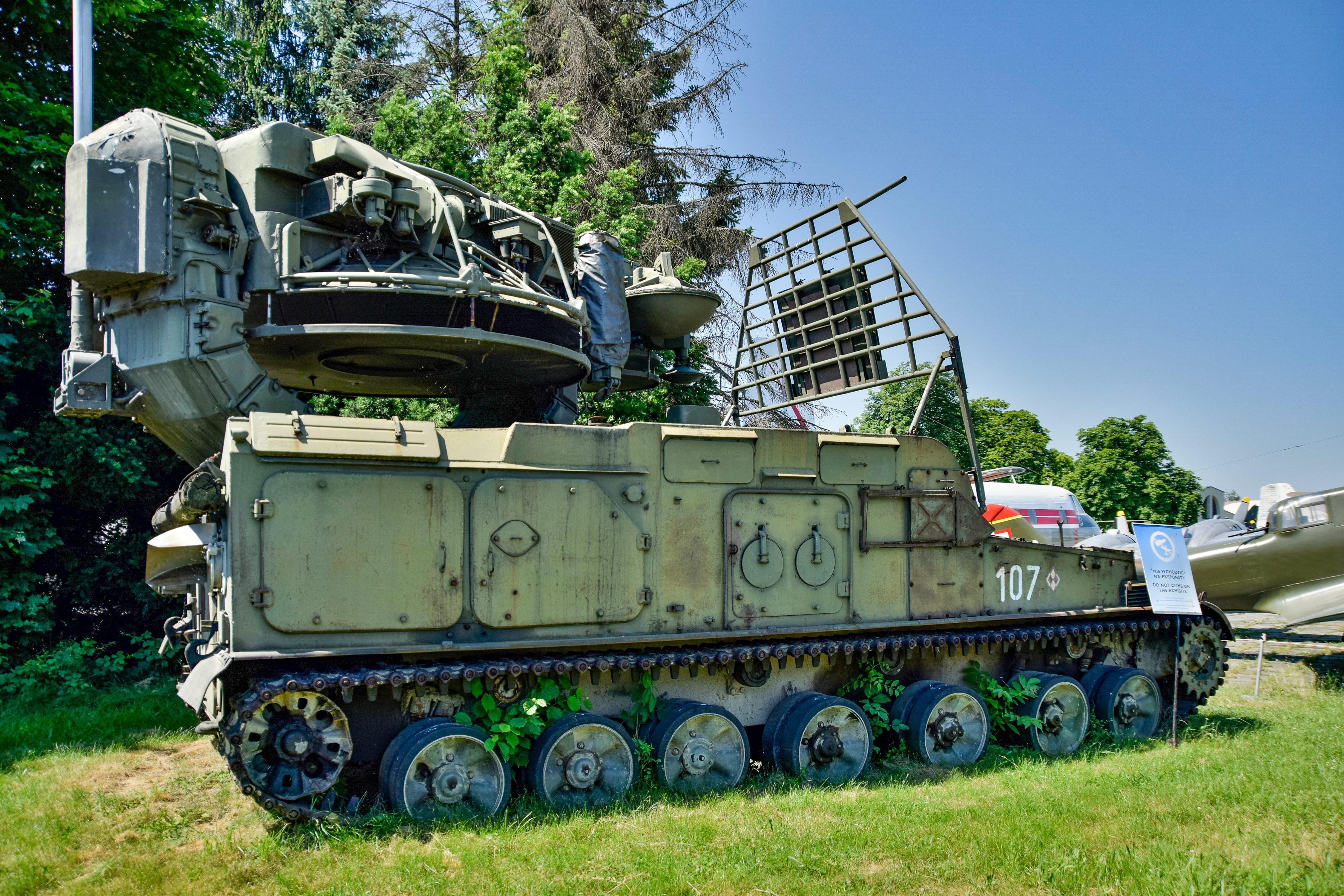
1S32 in Marschlage mit aufgestelltem Astfänger und eingeklappter Radaranlage

Das Fahrgestell trug die GBTU-Klassifizierungsbezeichnung Objekt 124 und stellte eine abgewandelte Variante des Chassis (mit sieben Laufrollen) der Panzerhaubitze SU-100P, welche allerdings nie über das Prototypenstadium hinauskam. Der verbaute Saugdieselmotor A-105W ist eine Modifikation des bewährten Panzermotors W-54 und erbrachte eine Leistung von 400 PS. Das Fahrzeug hat eine Gesamtmasse von 28,5 Tonnen konnte auf befestigten Straßen bis zu 65 km/h erreichen und soll einen Fahrbereich von 400 km gehabt haben. Im Fahrzeug befanden sich der Fahrer und die Bedienmannschaft, es verfügte über keine Bewaffnung. Für die Herstellung der Gefechtsbereitschaft der 1S32 musste das Fahrzeug zunächst horizontiert und geerdet werden sowie die Stromversorgung eingerichtet werden, die entweder vom Fahrzeug selbst gewährleistet wurde oder von einem externen Aggregat PÄS-100. Vor dem Aufrichten der Antennenanlage musste die Schutzplane entfernt werden und der gitterförmige Astabweiser nach vorne weggeklappt werden. Gebaut wurde das Fahrzeug von der Marijski maschinostroitelny sawod (Марийский машиностроительный завод).

### Radar

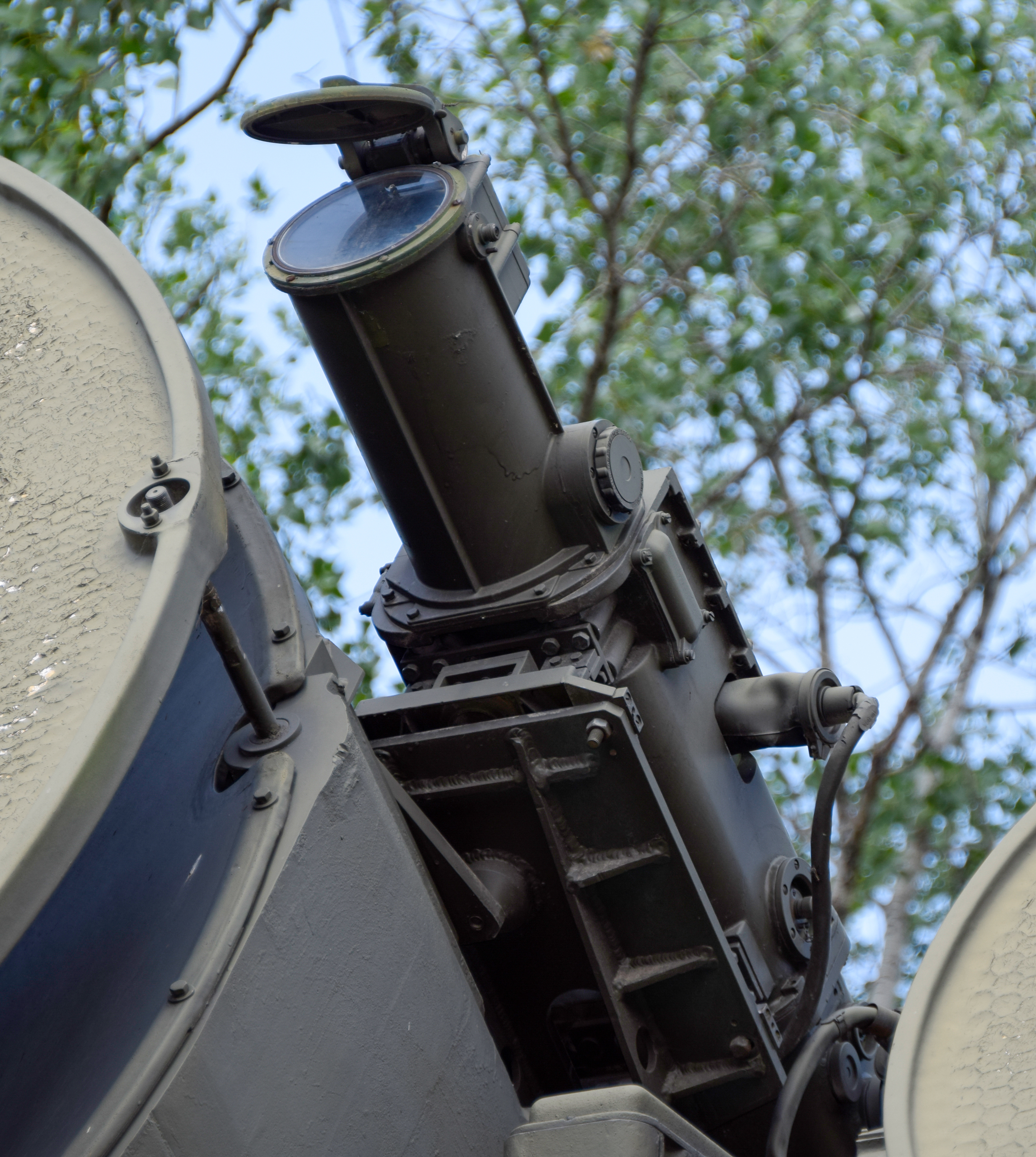
Fernsehkamera KT-53-2 des 9Sch33-Systems

Die gesamte Antennenanlage wird seitlich von einem Schwenkarm gehalten, der sich auf einem Drehwerk am Fahrzeugheck befindet. Das Zentrum der Antennenanlage stellt das scheibenförmige Hauptradar zur Ortung und Zielbegleitung dar. Links daneben sind drei Geräte für die Ortung und Führung der Flugabwehrraketen nach dem Start montiert. Das Hauptradar der 1S32 ist ein Impulsradar, das im H-Band arbeitet und Ziele in einer Entfernung von 120 bis 130 km erfassen kann. Ist das Flugziel etwa 80 bis 90 km entfernt, werden die 3M8-Lenkflugkörper von der Abschussrampe 2P24 aus gestartet. Dabei wird sowohl das Ziel als auch die 3M8-Rakete vom Radar verfolgt.
Auf der anderen Seite des Hauptradars ist die Teleskopantenne des Telecodegerätes 1S62 für den Datenaustausch zwischen 1S12 und 1S32 angebracht. Die 1S12 hat eine deutlich größere Erfassungsreichweite als die 1S32. Werden die Zieldaten von dieser Quelle bezogen, übernimmt die 1S32 nur die Raketenleitung. Die letzte ausgelieferte Variante der 1S32 erhielt zusätzlich das Fernsehvisier 9Sch33, mit dem Luftziele ohne Radarabstrahlung bis zu einer Entfernung von 45 km begleitet werden können. Dieses Gerät entspricht dem der Aufklärungs- und Leitstation 1S91 des Flugabwehrraketensystems 2K12 Kub.
Eine 2K11-Flugabwehrbatterie verfügte über eine Raketenleitstation 1S32 sowie drei Startrampen 2P24. Neben der ursprünglichen Version gab es noch zwei verbesserte Varianten mit der Bezeichnung 1S32M und 1S32M1.

## Nutzer

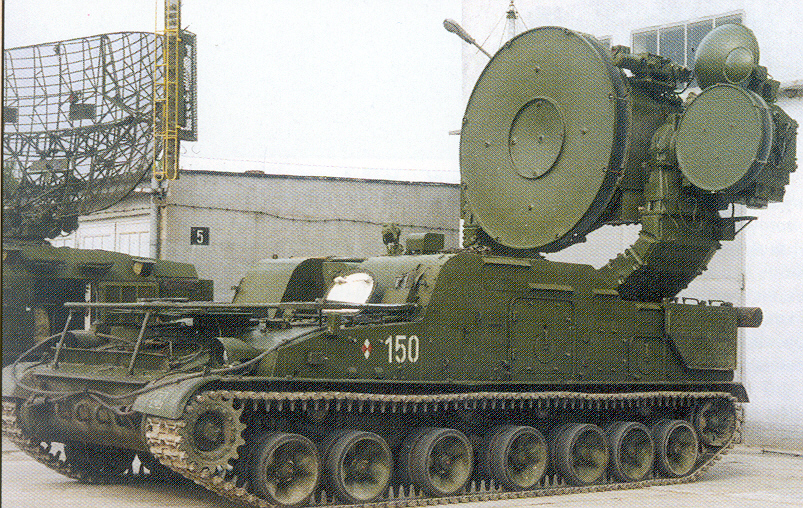
Polnische 1S32M

Die 1S32 wurde überwiegend an Staaten der Warschauer Vertragsorganisation als Teil des 2K11-Krug-Systems ausgeliefert. Mittlerweile wurden die Flugabwehrsysteme mitsamt der Raketenleitstationen größtenteils außer Dienst gestellt.
- Sowjetunion
- Armenien: Armenien soll das eigentlich veraltete Krug-System noch im Krieg um Bergkarabach 2020 eingesetzt haben, wobei eine 1S32 erbeutet wurde und eine weitere - mutmaßlich inaktiv - von einer Bayraktar-TB2-Drohne zerstört wurde.[7][8]
- Aserbaidschan
- Bulgarien
- Deutsche Demokratische Republik
- Kirgisistan
- Nordkorea
- Polen
- Russland: Ausmusterung in den 1990er-Jahren, lediglich die Raketen werden noch als Übungsziele verwendet (Virazh/-M 9M316M).
- Tschechoslowakei
- Turkmenistan: Im Februar 2023 sollen noch zwei Batterien im Einsatz sein.[9][10]
- Ukraine[11]
- Ungarn